# Доня-Ломница (Хорватия)
Доня-Ломница (хорв. Donja Lomnica) — деревня в общине Велика-Горица в жупании Загребачка Хорватии. По данным переписи 2021 года, численность населения составляла 1603 человека.

## Население
| 2021 |
| ---- |
| 1603 |